# Coniopteryx (Coniopteryx) morenoae
Coniopteryx (Coniopteryx) morenoae is een insect uit de familie van de dwerggaasvliegen (Coniopterygidae), die tot de orde netvleugeligen (Neuroptera) behoort. 
Coniopteryx (Coniopteryx) morenoae is voor het eerst wetenschappelijk beschreven door Monserrat in 1998.